# Flieden
Flieden is een gemeente in de Duitse deelstaat Hessen, en maakt deel uit van de Landkreis Fulda.
Flieden telt 8.582 inwoners.

## Plaatsen in de gemeente Flieden
- Berishof
- Buchenrod
- Döngesmühle
- Federwisch
- Fuldaische Höfe
- Höf und Haid
- Katzenberg
- Kautz
- Kellerei
- Keutzelbuch
- Langenau
- Laugendorf
- Leimenhof
- Magdlos
- Rückers
- Schweben
- Stork (Ober- und Unterstork)
- Storker Hof
- Struth
- Weinberg

Bad Salzschlirf ·
Burghaun ·
Dipperz ·
Ebersburg ·
Ehrenberg (Rhön) ·
Eichenzell ·
Eiterfeld ·
Flieden ·
Fulda ·
Gersfeld (Rhön) ·
Großenlüder ·
Hilders ·
Hofbieber ·
Hosenfeld ·
Hünfeld ·
Kalbach ·
Künzell ·
Neuhof ·
Nüsttal ·
Petersberg ·
Poppenhausen ·
Rasdorf ·
Tann